# Calyptranthes densiflora
Espèce
Synonymes
- Chytraculia densiflora (Poepp. ex O.Berg) Kuntze[1]

Statut de conservation UICN

 DD  : Données insuffisantes
Calyptranthes densiflora est une espèce de plantes à fleurs de la famille des Myrtaceae.
Selon Plants of the World Online, c'est un synonyme de Myrcia densiflora. Selon ce site, c'est un arbre originaire d'Haïti (Massif de la Hotte). Il pousse en milieu tropical humide. 

## Publication originale
- Linnaea 27(1): 30–31. 1854[1855]. (Nov 1855)